# Pierre Derlon
Pierre Derlon est un écrivain et artiste français né le 17 septembre 1920 à Chartres et mort le 22 avril 1982 à Paris 12e.

## Biographie
Il n'est pas tsigane mais partage leur vie depuis ses 19 ans. En 1939, trois jours avant la déclaration de guerre à l'Allemagne nazie, il sauve de la noyade le chef de clan Pietro Hartiss dont il devient le père alors que ce dernier est âgé de plus de 50 ans. En effet, dans la tradition tsigane celui qui sauve, devient le père, pendant 9 mois, du rescapé... A cette occasion, Pierre Derlon  a demandé à son fils d'apprendre à lire...
Il devient le secrétaire d'Alexandre Romanès, fréquente Alejandro Jodorowsky et travaille avec Achille Zavatta, suivant son cirque jusqu'en Italie, aux Pays-Bas.
À la manière de ses maîtres, tous les métiers lui paraissent normaux et bienvenus : cascadeur, clown, peintre en bâtiment, vélo-taxi, détective privé, docker, professeur de dessin (sans savoir dessiner lui-même), contrebandier, dresseur d’oiseaux, chef de chantier, ensemblier décorateur, garçon d'écurie ou servant de fauverie, coloriste fonctionnel ... Il réalise la chapelle saint Joseph et Sacré-Cœur de l'église Saint-Germain de Saint-Germain-en-Laye.

Ami intime du photographe Robert Doisneau, ce dernier prend de nombreux clichés de lui. Certains d'entre eux sont publiés en 1978 dans un livre commun, L'enfant et la colombe, sur une idée de Pierre Derlon.
Il m'a proposé de faire un conte, très alambiqué, très littéraire, avec une fée mais en réalité ce qui était bien plus féerique, c'était la façon dont il vivait ... C'était ça, Pierrot, il baignait dans le surnaturel. Robert Doisneau
Il reste pendant plus de quarante années le confident de ceux qui sont encore dépositaires des traditions gitanes.

## Œuvres

### Littérature
- Ainsi vivait le Tzigane — 1971, éditions Edita / Vilo
- Traditions occultes des Gitans — 1975, éditions Robert Laffont, collection Les Énigmes de l'Univers
- Je vis la loi des Gitans — 1977, éditions Seghers
- Secrets oubliés des derniers initiés gitans — 1977, éditions Robert Laffont, collection Les Énigmes de l'Univers
- Gitan — 1978, éditions Fayolle, collection Intervalle
- La médecine secrète des gens du voyage — 1978, éditions Robert Laffont, collection Les Énigmes de l'Univers
- L'enfant et la colombe de Robert Doisneau et James Sage, avec la collaboration artistique de Pierre Derlon — 1978, éditions du Chêne
- Voyage au-delà du mental — 1979, éditions Robert Laffont, collection Les Énigmes de l'Univers

### Articles
- « La Loi des Loups, entretien avec Pierre Derlon » in L'Originel Magazine n°8 — 1978, éditions L'Originel
- Contrepoints : « Enfantement ... Enchantements (chez les Gitans) », propos recueillis auprès de Pierre Derlon par Marie-Claire Busne, in Les cahiers du nouveau-né n°5 « L'aube des sens », pages 193 à 197 — 1981, éditions Stock
- « Recette tsigane contre l'asthme » in Le livre de l'ail de Jean-Paul Clébert — 1987, éditions Alain Barthélémy[10]

### Télévision
- 4 juin 1964 : La France insolite, épisode « Paris des maléfices » — Réalisation : Claude Dagues pour la Radiodiffusion-Télévision Française[5]

### Radio
- 14 juin 1978 sur France Culture, Parti pris : « Pierre Derlon : où vas-tu gitan ? » par Jacques Paugam[11]
- 9 avril 1981 sur France Culture, Nuits magnétiques : « Les ghettos, épisode 4 : De la roulotte d'un gitan à Hong Kong sur Seine » par Marie-Joséphine Grojean. Réalisation : Josette Colin